# تئورا همبلت
تئورا همبلت (به انگلیسی: Theora Hamblett) (زاده ۱۵ ژانویه ۱۸۸۵ - در گذشته ۶ مارس ۱۹۷۷) بانوی نقاش اهل ایالات متحده آمریکا بود.